# Las Vegas Review-Journal
Las Vegas Review-Journal é um jornal diário pago publicado em Las Vegas, Nevada, desde 1909. É a maior publicação diária em circulação de Nevada e um dos dois jornais diários da área de Las Vegas. De modo geral, classifica-se como um dos 25 principais jornais dos Estados Unidos em circulação.